# Bidyara jezik
Bidyara jezik (ISO 639-3: bym; bidjara, bithara, bitjara), danas vjerojatno izumrli australski jezik koji se govorio u Queenslandu u Australiji. Bilo je 20 govornika (Wurm and Hattori 1981), ali Ruhlen (1987) kaže da više nema preživjelih koji govore ovaj jezik.
Klasificirao se porodici pama-nyunga, podskupini mari.

## Vanjske poveznice
- Ethnologue (14th)
- Ethnologue (15th)